# Горбань Михайло Карпович
Михайло Карпович Горбань (1889 — 21 жовтня 1937) — український радянський діяч, відповідальний секретар Кам'янець-Подільського та Шевченківського окружних комітетів КП(б)У, голова Одеського окрвиконкому та міськвиконкому. Член Центральної Контрольної Комісії КП(б)У в травні 1924 — грудні 1925 р. Кандидат у члени ЦК КП(б)У в грудні 1925 — квітні 1929 р. і в червні 1930 — травні 1937 р. Член ЦК КП(б)У в квітні 1929 — червні 1930 р.

## Біографія
Народився 1889 року. Член РСДРП(б) з січня 1917 року. Перебував на партійній роботі.
У січні 1920 — листопаді 1921 року — голова Царицинського ревтрибуналу. З грудня 1921 до грудня 1922 року — завідувач Царицинської робітничо-селянської інспекції (РСІ). У грудні 1922 — лютому 1923 року — в. о. голови Царицинського губвиконкому, в лютому – червні 1923 року — голова виконавчого комітету Царицинської губернської ради.
У листопаді 1923 — травні 1924 року — голова виконавчого комітету Проскурівської окружної ради.
У червні 1925 — квітні 1926 року — відповідальний секретар Кам'янецького (Кам'янець-Подільського) окружного комітету КП(б)У.
У 1926 — 20 січня 1927 року — відповідальний секретар Кам'янецького (Кам'янець-Подільського) окружного комітету КП(б)У.
У березні 1927 — лютому 1928 року — голова виконавчого комітету Зінов'євської окружної ради.
З березня 1928 по березень 1929 року — відповідальний секретар Шевченківського окружного комітету КП(б)У.
До 25 січня 1930 року — заступник народного комісара землеробства Української РСР.
У лютому — вересні 1930 року — голова виконавчого комітету Одеської окружної ради. У вересні — грудні 1930 року — голова виконавчого комітету Одеської міської ради.
У 1937 році заарештований органами НКВС. Засуджений до розстрілу 21 жовтня 1937 року. Посмертно реабілітований.